# Agencija Evropske unije za varnost v letalstvu
EASA Agencija Evropske unije za varnost v letalstvu (ang. EASA European Union Aviation Safety Agency) je agencija Evropske unije (EU), odgovorna za varnost v civilnem letalstvu. Izvaja certifikacijo, regulacijo in standardizacijo ter izvaja preiskave in monitoring.  : §4.3 Zbira in analizira varnostne podatke, pripravlja osnutke in svetuje o varnostni zakonodaji ter se usklajuje s podobnimi organizacijami v drugih delih sveta. 

## Odgovornosti
EASA je odgovorna za nove tipske certifikate in druge odobritve plovnosti, povezane z zasnovo, za letala, motorje, propelerje in vse letalske dele. EASA sodeluje z organi civilnega letalstva držav članic EU (Agencijami za civilno letalstvo CAA), vendar je prevzela številne njihove funkcije v interesu standardizacije letalstva po vsej EU in v Turčiji, ki ni članica EU.  EASA je odgovorna tudi za pomoč Evropski komisiji pri pogajanjih o mednarodnih harmonizacijskih sporazumih s "preostalim svetom" v imenu držav članic EU in sklepa tehnične sporazume na delovni ravni neposredno s svojimi partnerji po svetu, kot so ZDA Zvezna uprava za letalstvo (FAA). EASA prav tako določa politiko za letalske servise (organizacije po Delu 145 v Evropi in ZDA, znane tudi kot organizacije po Delu 571 v Kanadi) in izdaja certifikate servisnih postaj za servisne postaje zunaj EU, ki tujim servisnim postajam dovoljujejo opravljanje dela, ki je sprejemljivo za EU na njenem letalu). EASA ureja predpise za zračne operacije, licenciranje letalskih posadk in zrakoplove izven EU, ki se uporabljajo v EU, ki se uporabljajo od začetka veljavnosti zahtevane evropske zakonodaje za razširitev pristojnosti agencije. Področje delovanja agencije EASA se je kot del nove delegacije leta 2018 razširilo, tako da zajema tudi UAV. Prvi dve uredbi (EU DR 2019-945 in EU IR 947) za brezpilotna letala sta veljali do 30. decembra 2019, da bi lahko zajemali tudi Združeno kraljestvo (Brexit).